# Cantone di Nontron
Il Cantone di Nontron era una divisione amministrativa dell'arrondissement di Nontron.
A seguito della riforma approvata con decreto del 21 febbraio 2014, che ha avuto attuazione dopo le elezioni dipartimentali del 2015, è stato soppresso.

## Composizione
Comprendeva i comuni di:
- Abjat-sur-Bandiat
- Augignac
- Le Bourdeix
- Connezac
- Hautefaye
- Javerlhac-et-la-Chapelle-Saint-Robert
- Lussas-et-Nontronneau
- Nontron
- Saint-Estèphe
- Saint-Front-sur-Nizonne
- Saint-Martial-de-Valette
- Saint-Martin-le-Pin
- Savignac-de-Nontron
- Sceau-Saint-Angel
- Teyjat